# Ochsenhausen

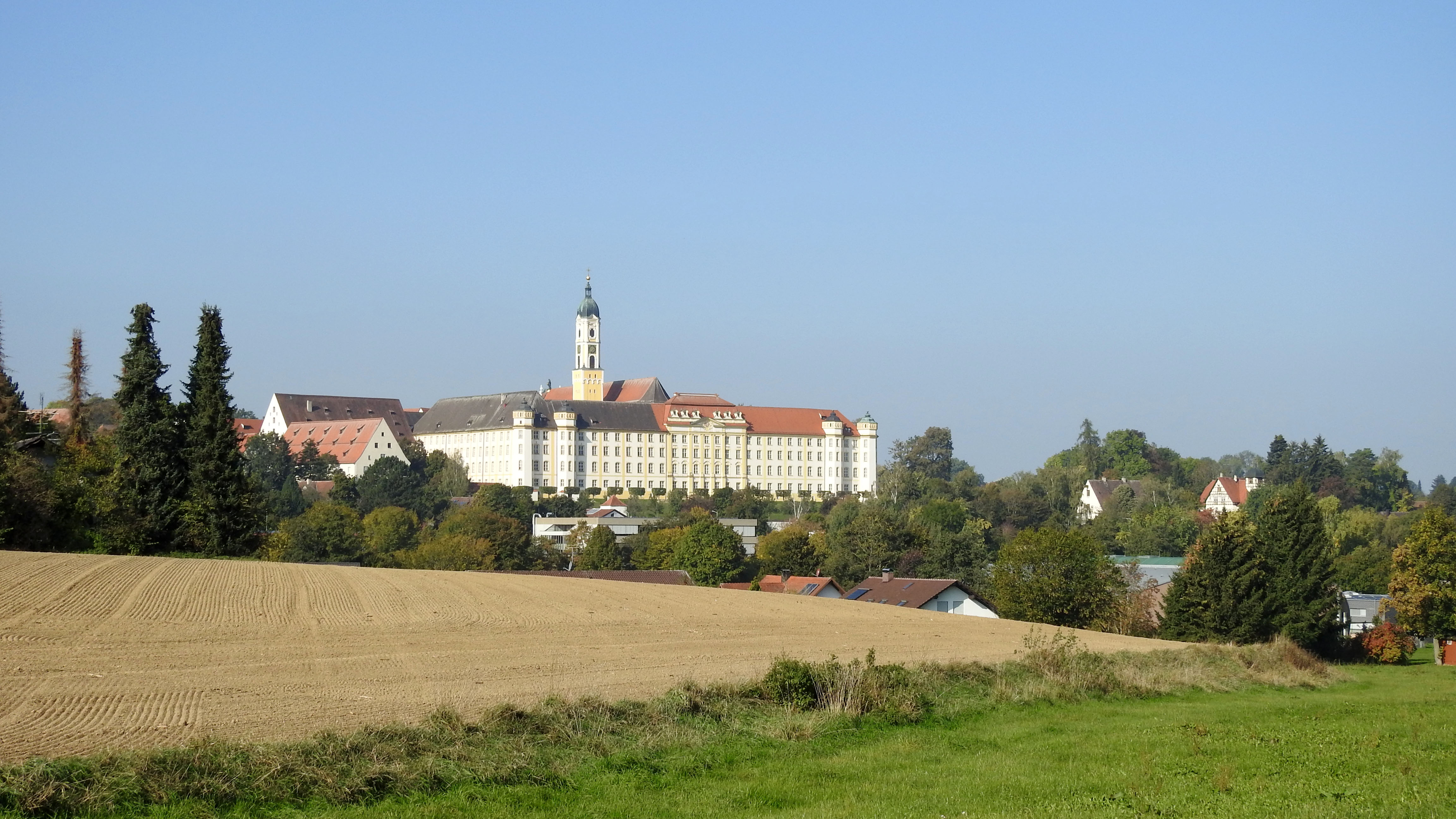
Reichsabtei Ochsenhausen von Osten

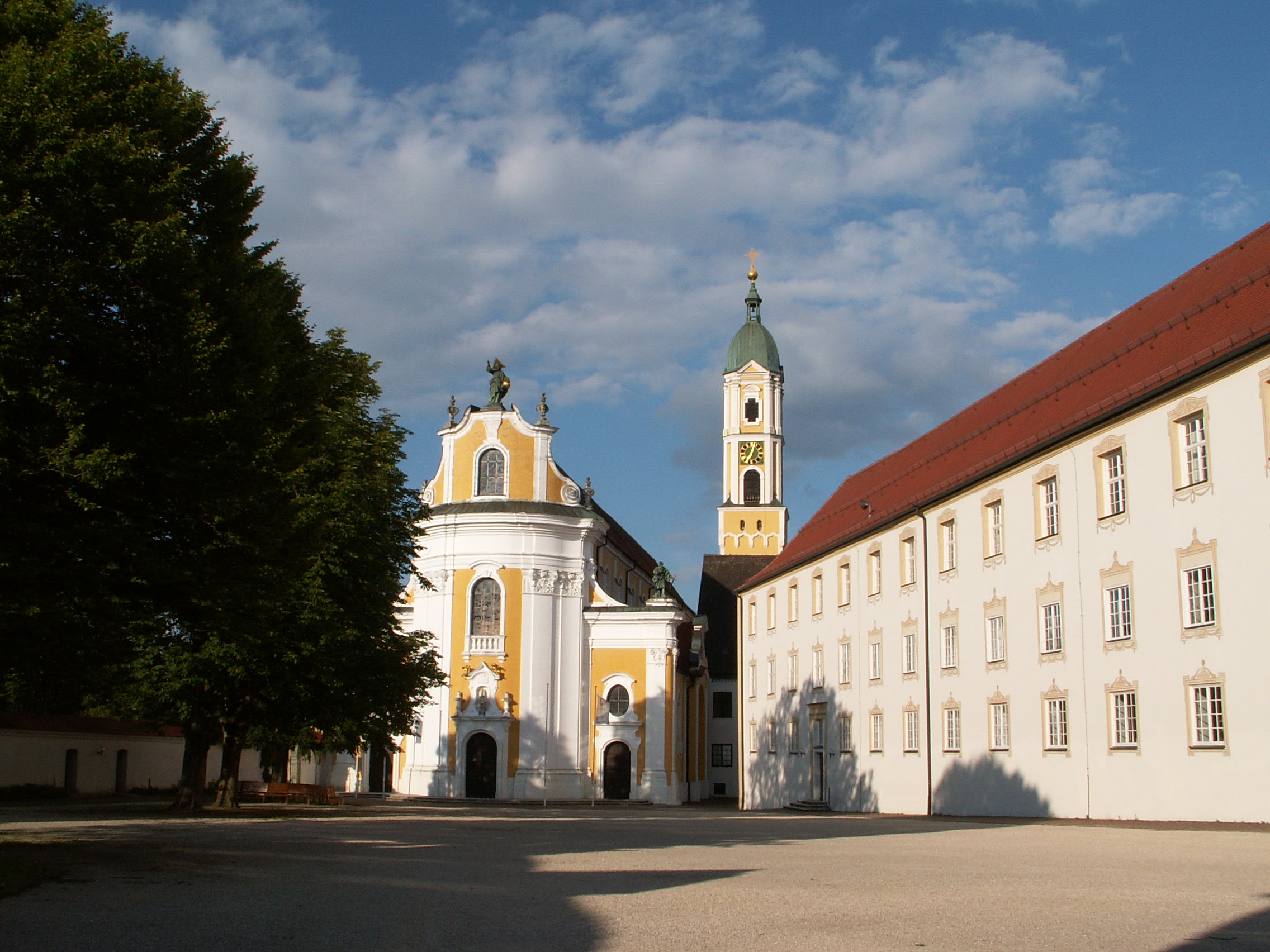
Klosterkirche Ochsenhausen

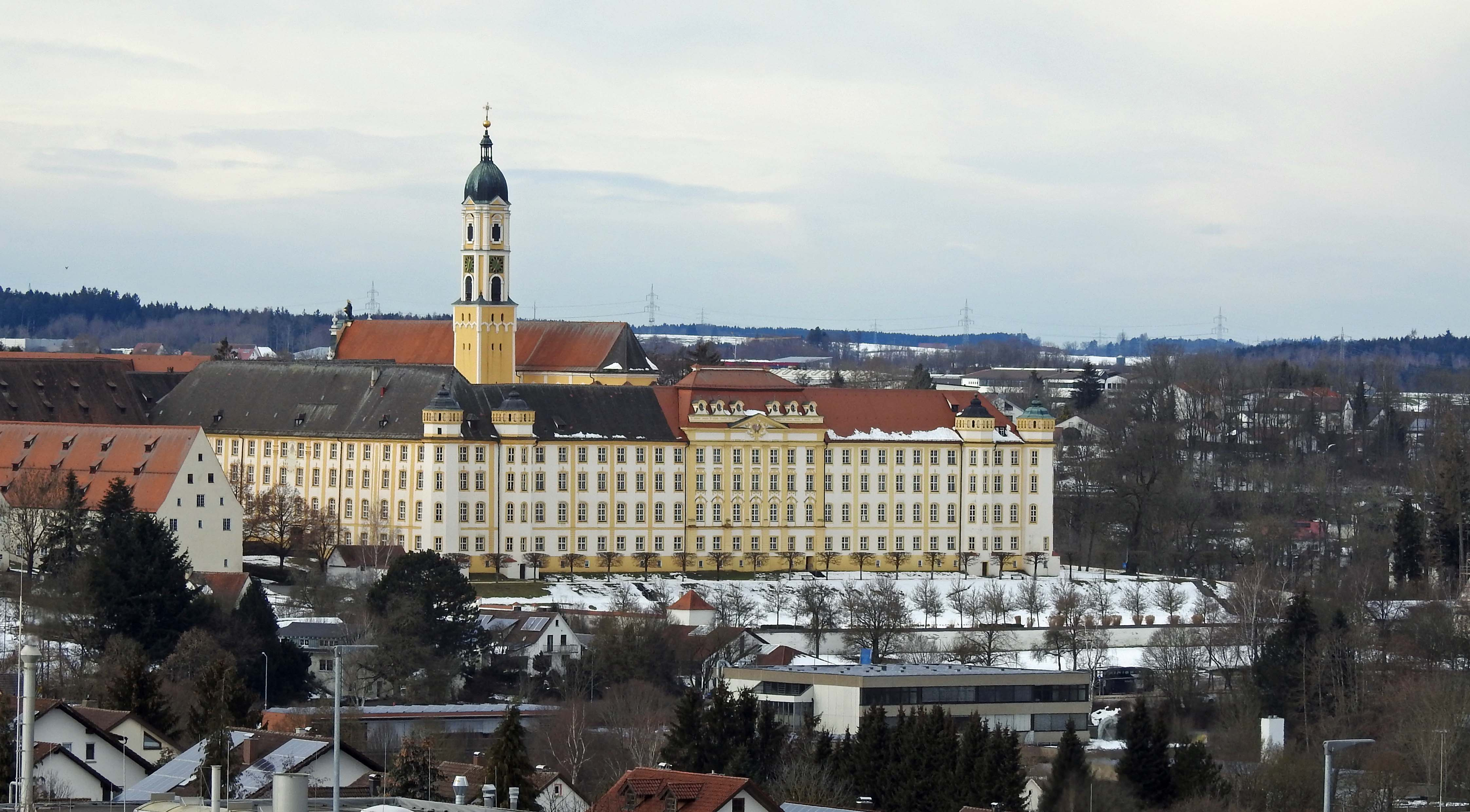
Kloster Ochsenhausen von Südosten

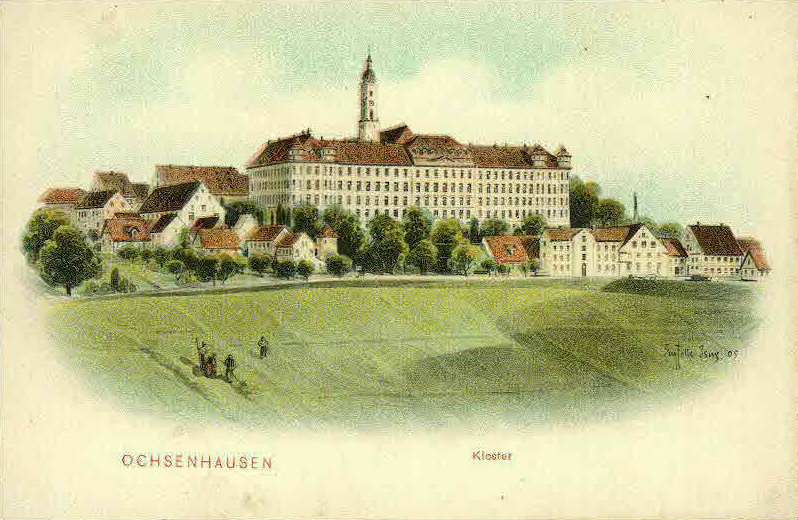
Kloster Ochsenhausen

Ochsenhausen ist eine Stadt an der Hauptroute der Oberschwäbischen Barockstraße, bekannt für die ehemalige Reichsabtei der Benediktiner, heute Landesakademie für die musizierende Jugend in Baden-Württemberg, und die Schmalspurbahn „Öchsle“. Ochsenhausen ist ein wesentlicher Industrie- und Gewerbestandort im Landkreis Biberach (siehe unten).

## Geographie

### Stadtgliederung
Zur Stadt Ochsenhausen gehört die Flur Hattenburg, seit der Gemeindereform 1975 auch die ehemals selbständige Gemeinde Mittelbuch, mit der Flur Bebehnaus, sowie die ehemalige Gemeinde Reinstetten mit seinen fünf Fluren Eichen, Goppertshofen, Laubach, Sommershausen und Wennedach.

### Nachbargemeinden
Von Westen beginnend grenzt Ochsenhausen an die Gemeinde Ummendorf, die Stadt Biberach sowie die Gemeinden Maselheim, Gutenzell-Hürbel, Erolzheim, Erlenmoos, Steinhausen an der Rottum und Eberhardzell.

### Schutzgebiete
In Ochsenhausen gibt es zwei Landschaftsschutzgebiete, die Bellamonter Rottum mit Krummbachhang im Süden und das Iller-Rottal im Osten. Die Stadt hat zudem Anteil am FFH-Gebiet Rot, Bellamonter Rottum und Dürnach.

## Geschichte

### Mittelalter und frühe Neuzeit
Zur Entstehung des Namens gibt es eine Sage. Demnach soll in der Gegend schon im 9. Jahrhundert ein Nonnenkloster namens Hohenhusen bestanden haben. Im 10. Jahrhundert flohen die Nonnen vor den eindringenden Ungarn ins Österreichische. Sie sollen dabei eine Truhe mit ihren Schätzen und Reliquien vergraben haben. Jahre später stieß dann ein Ochse beim Pflügen auf die Holzkiste. Die Freude war groß; an der Fundstelle entstand wenig später das Kloster Ochsenhausen.
Die Geschichte Ochsenhausens ist eng mit der ehemaligen Benediktiner-Reichsabtei Ochsenhausen verbunden. Das Kloster wurde im Jahr 1093 geweiht. 1391 wurde Ochsenhausen, das zuvor zum Kloster St. Blasien gehörte, eine eigenständige Abtei. Die Klosterkirche wurde zwischen 1489 und 1495 unter Abt Simon Langenberger gebaut, von 1615 bis 1618 erfolgte unter Abt Johannes Lang der Neubau des Konventgebäudes, in den Jahren 1783 bis 1789 wurden unter dem letzten Abt Romuald Weltin der Bibliotheksaal und der Konventsaal hinzugefügt.
1495 erhielt es den Titel einer freien Reichsabtei. 1501 erhoben sich deren Lehensbauern aus 38 Ortschaften bewaffnet gegen das Kloster und erreichten 1502 eine Verbesserung ihrer Lehensbedingungen. Dies dürfte erklären, warum die Bauernkriege 1525 dort keinen größeren Schaden angerichtet haben. Auch gelang es seinem Prälaten Gerwick Blarer, die Einführung der Reformation in diesem Gebiet zu verhindern.
Siehe auch: Burg Ametshausen, Burg Buchberg, Burg Buchhalde, Burg Hattenburg, Burg Mittelbuch, Burg Oberstetten, Burg Reinstetten, Burg Rottum

### 19. Jahrhundert
Im Zuge der Säkularisation erfolgte die Besitzergreifung von Ort und Kloster Ochsenhausen durch Reichsgraf Franz Georg von Metternich-Winneburg-Beilstein am 20. Februar 1803 mit einem Patent an alle Untertanen. Am 30. Juni 1803 verlieh Kaiser Franz II. dem Reichsgrafen die persönliche Fürstenwürde und erhob Ochsenhausen zum Fürstentum. Im Zusammenhang mit der Bildung des Rheinbundes fiel das Gebiet 1806 staatsrechtlich an das Königreich Württemberg. Von 1809 bis 1810 war Ochsenhausen Sitz eines eigenen Oberamts, bevor es dem Oberamt Biberach unterstellt wurde. 1825 verkaufte Metternich seine Besitzungen in Ochsenhausen für 1,2 Mio. Gulden an Württemberg.

### 20. Jahrhundert
Durch die Verwaltungsreform während der NS-Zeit gehört der Ort seit 1938 zum Landkreis Biberach. Nach dem Zweiten Weltkrieg fiel Ochsenhausen in die Französische Besatzungszone und kam somit 1947 zum neu gegründeten Land Württemberg-Hohenzollern.
1950 erhielt Ochsenhausen die Stadtrechte.
Ab 1952 gehört Ochsenhausen mit dem Landkreis Biberach zum Regierungsbezirk Südwürttemberg-Hohenzollern (seit 1973 Regierungsbezirk Tübingen) innerhalb des neuen Bundeslandes Baden-Württemberg.
Im Zuge der Gemeindegebietsreform in Baden-Württemberg wurden die bis dahin selbständigen Gemeinden Reinstetten (zum 1. Dezember 1971) und Mittelbuch (zum 1. Januar 1975) nach Ochsenhausen eingemeindet.
Anfang der 1980er Jahre wurde mit der Sanierung der Innenstadt begonnen, um sie modernen Bedürfnissen anzupassen. Die damit verbundenen Bemühungen wurden 2005 vom damaligen baden-württembergischen Wirtschaftsminister Ernst Pfister (FDP) als beispielhaft ausgezeichnet.

## Religionen

### Katholische Kirche
Bis heute ist Ochsenhausen überwiegend römisch-katholisch geprägt und war bis zum Beginn des 19. Jahrhunderts kirchlich dem Bistum Konstanz zugeordnet. Seit 1821 gehören die Katholiken zur Diözese Rottenburg, derzeit im Dekanat Biberach.

### Evangelische Kirche
Seit 1848 gibt es eine evangelische Kirchengemeinde, seit 1898 auch mit eigener Pfarrei. Innerhalb der Evangelischen Landeskirche gehört Ochsenhausen zum Kirchenbezirk Biberach.

## Politik

### Gemeinderat
In Ochsenhausen wird der Gemeinderat nach dem Verfahren der unechten Teilortswahl gewählt. Dabei kann sich die Zahl der Gemeinderäte durch Überhangmandate verändern. Der Gemeinderat besteht aus den gewählten ehrenamtlichen Gemeinderäten und dem Bürgermeister als Vorsitzendem. Der Bürgermeister ist im Gemeinderat stimmberechtigt. Die Kommunalwahl vom 9. Juni 2024 führte zu folgendem Endergebnis:
| Gruppierung                       | Wahlergebnis | Sitze | Ergebnis 2019   |
| --------------------------------- | ------------ | ----- | --------------- |
| Freie Wähler                      | 38,97 %      | 8     | 37,3 %, 7 Sitze |
| CDU                               | 31,75 %      | 7     | 35,5 %, 7 Sitze |
| Sozial-Ökologisches Bündnis (SÖB) | 20,31 %      | 4     | 16,1 %, 3 Sitze |
| PRO-OX                            | 8,96 %       | 2     | 11,1 %, 2 Sitze |

Die Wahlbeteiligung lag bei 61,81 %. Die Sitzzahl wurde von 18 auf 21 aufgestockt (Ausgleichsmandate). Ausgleichssitze erhielten die Fraktionen der Freien Wähler (2 Ausgleichssitze) sowie PRO-OX (1 Ausgleichssitz).

### Bürgermeister
Bürgermeister ist seit dem 1. September 2023 Philipp Bürkle (CDU). Er wurde am 25. Juni 2023 mit 68,5 Prozent der Stimmen gewählt. Er folgte Andreas Denzel (parteilos) nach, der von 1999 bis 2023 amtierte.

### Wappen
| Wappen der Stadt Ochsenhausen | Blasonierung: „In Blau auf grünem Boden eine rot bedachte silberne (weiße) Kirche, aus deren nach links geöffnetem, von zwei rot bedachten silbernen (weißen) Türmen flankiertem Portal unter dem mit einem silbernen (weißen) Kreuz besteckten Giebel ein roter Ochse hervortritt.“ |
| Wappen der Stadt Ochsenhausen | Wappenbegründung: Seit der Zeit um 1820 verwendet die 1950 zur Stadt erhobene Gemeinde das zeitweilig um einen Lorbeerzweig vermehrte redende Siegelbild der 1803 säkularisierten Benediktinerreichsabtei Ochsenhausen in ihren Siegeln. In farbigen Darstellungen des Wappens erschienen zunächst unterschiedliche Tingierungen, doch setzte sich im Jahre 1950 endgültig die jetzt gebräuchliche Ausführung durch. |

### Städtepartnerschaften
Ochsenhausen pflegt Städtepartnerschaften mit La Fère im nordfranzösischen Département Aisne (seit Mai 1980) und Subiaco in der mittelitalienischen Region Latium (seit 1989).

## Wirtschaft und Infrastruktur

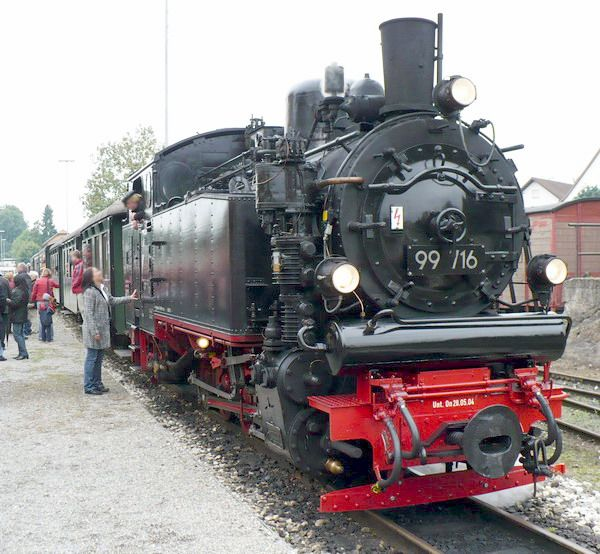
Öchsle-Dampflok

### Verkehr

#### Straßenverkehr
Ochsenhausen liegt an der Bundesstraße 312 (Stuttgart–Memmingen). Diese kreuzt in Biberach die Bundesstraße 30. Ochsenhausen liegt ca. 20 km östlich davon.

#### Museumsbahn „Öchsle“
Das Öchsle, die Schmalspurbahn von Biberach an der Riß nach Ochsenhausen wurde 1899 eröffnet. Die Königlich Württembergischen Staats-Eisenbahnen erbauten die Bahnhofsgebäude von Reinstetten und Ochsenhausen als Einheitsbahnhöfe vom Typ IIa, respektive IIIa. Der Personenverkehr wurde 1964 eingestellt, heute nutzt eine touristische Museumsbahn die Gleise bis Warthausen.

#### Radverkehr
Durch eine Alltagsroute aus dem Radnetz Baden-Württemberg ist Ochsenhausen über den Biberacher Stadtteil Ringschnait und über Ummendorf mit Biberach an der Riss und in der anderen Richtung über Erlenmoos und Berkheim Richtung Memmingen verbunden. 
Durch Reinstetten, Ochsenhausen und Hattenburg führt als Landes-Radfernweg der Oberschwaben-Allgäu-Radweg. Er ist eine Rundstrecke über Ulm und Tettnang und verläuft im Tal der Rottum von Laupheim über Mietingen und Schönebürg (Gemeinde Schwendi) nach Ochsenhausen. Weiter führt er über die Steinhausener Ortsteile Rottum und Bellamont und über Füramoos (Gemeinde Eberhardzell) nach Bad Wurzach.

#### Fernwanderweg
Der Main-Donau-Bodensee-Weg, ein Fernwanderweg des Schwäbischen Albvereins, führt auch durch Ochsenhausen.

#### Luftverkehr
Etwa 3,5 km südwestlich des Zentrums liegt das Segelfluggelände Ochsenhausen.

### Ansässige Unternehmen
- Die Liebherr-Hausgeräte Ochsenhausen GmbH (gegründet 1954), produzieren mit 1.775 Mitarbeitern jährlich ca. 900.000 Kühl- und Gefriergeräte.
- Die Südpack Verpackungen SE & Co. KG ist mit 1800 Mitarbeitern ein weiterer großer Arbeitgeber am Ort.
- Angele Schmiedetechnik im Teilort Reinstetten ist ein Hersteller für Schmiedefeuer und Werkstattausrüstung für das handwerkliche Schmieden.
- Die Wölfle GmbH baut Fahrerkabinen, Steuerungen und Kabelkonfektionen, unter anderem für Liebherr.

### Katholische Kirche
Ochsenhausen war Sitz des ehemaligen Dekanats Ochsenhausen. Die Seelsorgeeinheit St. Benedikt Ochsenhausen gehört mittlerweile zum Dekanat Biberach der Diözese Rottenburg-Stuttgart.

### Bildungseinrichtungen

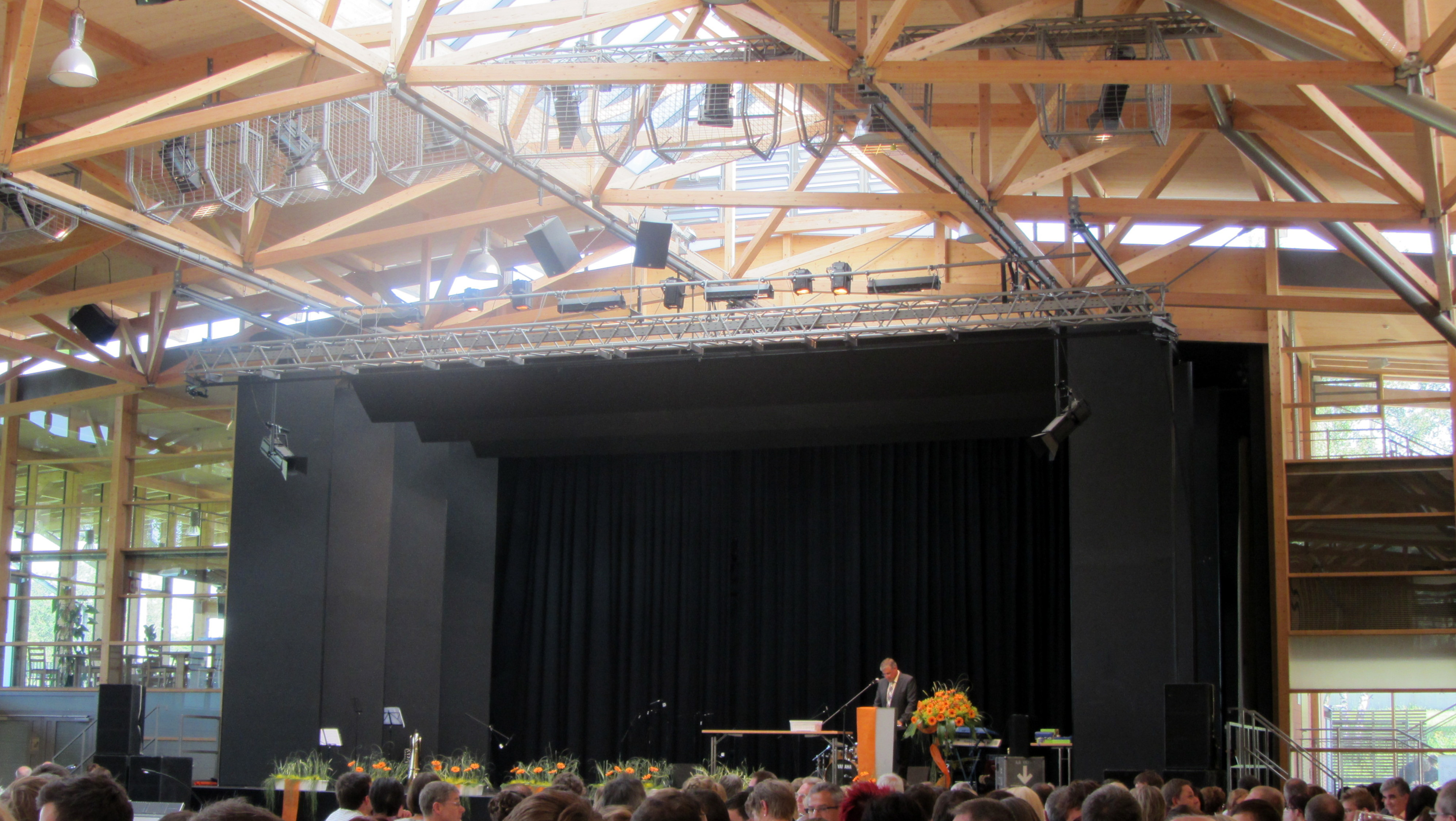
Bürgermeister Andreas Denzel beim Abiball 2012

In der Gemeinde Ochsenhausen gibt es allgemeinbildende Schulen aller Schularten: ein Gymnasium, eine Realschule, die Gemeinschaftsschule Ochsenhausen-Reinstetten, die Grundschule Ochsenhausen, die Grundschule Mittelbuch und eine Förderschule, die Rottumtalschule in Ochsenhausen.
Mit der Fürstenwaldschule gibt es außerdem ein waldpädagogisches Angebot an die Kindergärten und Schulen im Landkreis sowie an interessierte Erwachsenengruppen. Einmal im Jahr finden dort und im nahen Fürstenwald die „Waldjugendspiele“ für die Ochsenhausener Schulen statt.
In den Gebäuden des ehemaligen Klosters ist die Landesakademie für die musizierende Jugend in Baden-Württemberg untergebracht. Sie hat sich zur Aufgabe gemacht, „die musisch-kulturellen Kräfte bei der Erziehung der Jugend zu stärken“.
Im Bereich der Erwachsenen- und Weiterbildung bietet das Bildungswerk Ochsenhausen ein breites Spektrum an Fortbildungsmöglichkeiten.

## Kultur und Sehenswürdigkeiten

### Touristische Straßen

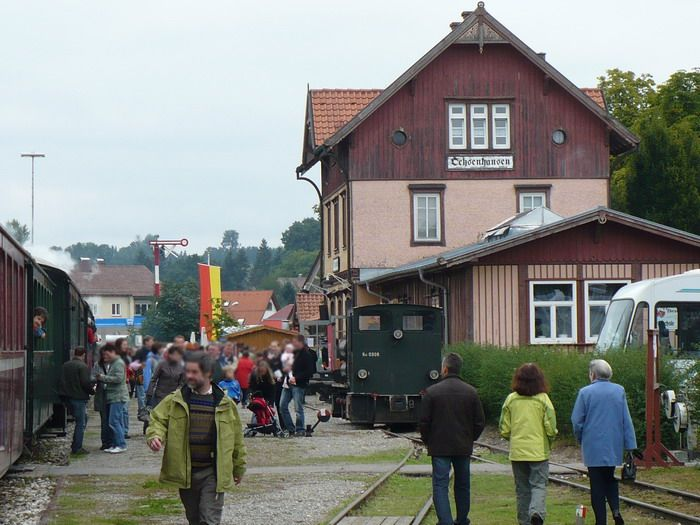
Bahnhof Ochsenhausen

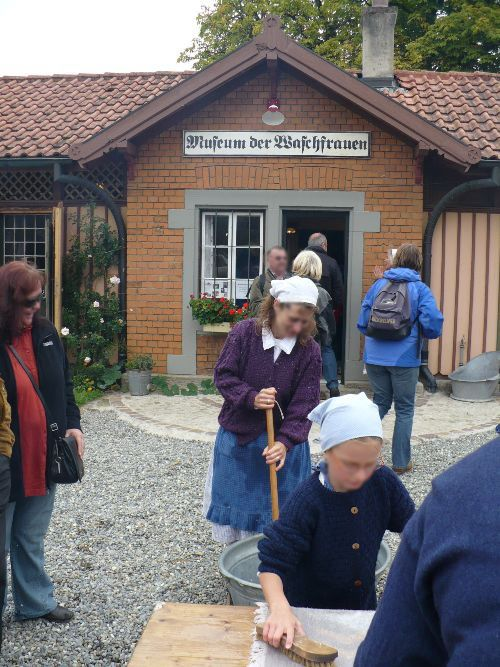
Museum der Waschfrauen am Bahnhof

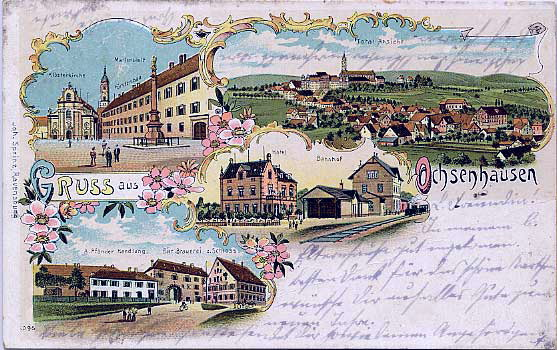
Ochsenhausen um 1900

Ochsenhausen und der Ortsteil Reinstetten liegen an der Oberschwäbischen Barockstraße mit vielen Sehenswürdigkeiten. Ochsenhausen liegt auch an der Mühlenstraße Oberschwaben.

### Museen
Mit der „Öchsle“-Bahn-Schmalspurstrecke Ochsenhausen–Warthausen verfügt die Stadt über eine Museumseisenbahn. Das Bahnhofsensemble steht unter Denkmalschutz.
Das kleine „Museum der Waschfrauen“ befindet sich im nördlichen Teil des Öchsle-Bahnhofs.
Das Klostermuseum im Schlossbezirk informiert über die umfangreiche Geschichte der ehemaligen Benediktiner-Reichsabtei Ochsenhausen.

### Bauwerke
- Ehemalige Reichsabtei des Benediktinerordens mit der Kirche St. Georg
- Krummbach, hanggeführter Kanal, als „Benediktiner-Klosterwaal“ errichtet.
- Rathaus, 1606 als Kornhaus erbaut
- Gasthof zur Post, 1650
- Klosterapotheke, 1736
- Gottesackerkapelle St. Veit, 1679
- Scharfrichterhaus
- Dr.-Hans-Liebherr-Sporthalle, 2010

### Sport- und sonstige Vereine
- Die TTF Liebherr Ochsenhausen spielen derzeit in der 1. Tischtennis-Bundesliga der Herren und wurden unter anderem 2019 deutscher Meister und Pokalsieger.
- Der Sportverein Ochsenhausen bietet mit seinen Abteilungen Fußball, Volleyball, Leichtathletik/Turnen, Badminton, Floorball/Unihockey und Klettern/Outdoor/Fitness/Gesundheit ein vielseitiges Angebot.[14]
- Der Handballsportverein HSV Reinstetten/Ochsenhausen e. V. betreut Jugendliche und Aktive.
- Stadtgarde zu Pferd Königsdragoner Ochsenhausen
- Die Karnevalgesellschaft-Narrenzunft Ochsenhausen ist einer der ältesten Vereine in Ochsenhausen mit ihrer offiziellen Gründung 1928 und der Narrenzunft im Jahr 1974.
- Durch die Ortsgruppe Ochsenhausen ist auch die Deutsche Lebens-Rettungs-Gesellschaft vertreten.[15]

### Regelmäßige Veranstaltungen
- Beim Öchsle-Fest (jährlich Mitte Juni) verwandelt sich das gesamte Stadtgebiet in einen historischen Handwerkermarkt mit landwirtschaftlichen Oldtimer-Fahrzeugen.
- Seit 1980 gibt es den Fürstenwaldlauf, der jährlich im Juni stattfindet. Er gehörte zu den ersten Volksläufen überhaupt und hatte bereits in den 1980er Jahren eine überdurchschnittliche Resonanz. Er beginnt im Hopfengarten-Stadion und führt dann durch den Fürstenwald.
- Seit Anfang der 1980er Jahre gibt es das Mostfest, bei dem der beste Most prämiert wird. Die Teilnehmer kommen aus ganz Oberschwaben, von der Schwäbischen Alb, aus dem Allgäu und dem Bodenseegebiet.
- Jeweils am Freitag vor Aschermittwoch (Rußiger Freitag) veranstaltet die Karnevalgesellschaft-Narrenzunft Ochsenhausen e. V. ihren Nachtumzug mit ca. 5.000 Teilnehmern und ca. 10.000 Gästen.[16]

## Persönlichkeiten

### Ehrenbürger
- Andreas Denzel, Bürgermeister a. D. 1999–2023
- Max Herold, Bürgermeister a. D. 1975–1999
- Alfred Remmele (1930–2020), Unternehmer
- Max Lehner, ehemaliges Mitglied des Gemeinderates (1939)

### Söhne und Töchter der Stadt
- Bernhard Müller (1557–1630), St. Galler Fürstabt
- Joseph Gabler (1700–1771), Orgelbaumeister
- Pius Gams (1816–1892), römisch-katholischer Theologe und Kirchenhistoriker
- Franz Gaißer (1838–1905), Leiter des Oberamtes Leutkirch
- Franz Ströbele (1879–1952), Landwirt, Präsident des Bauernverbandes Württemberg-Baden
- Joseph Ersing (1882–1956), Politiker (Zentrum, CDU), MdR, MdL (Württemberg-Baden)
- Josef Hecht (1882–1956), Lehrer und Denkmalpfleger
- Hans-Karl Riedel (1893–1967), Fabrikant und Kommunalpolitiker
- Albrecht Köstlin (1905–1970), Agrarökonom, Landarbeitswissenschaftler und Bautechnologe der Landwirtschaft
- Karl Norbert Schmid (1926–1995), Organist, Komponist, Chorleiter und Musikpädagoge
- Rüdiger Vogler (* 1942), Schauspieler und Hörspielsprecher
- Werner Simmling (1944–2019), Politiker (FDP), MdB
- Hanns-Friedrich Kunz (* 1945), Sänger und Chorleiter
- Gerhard Baur (* 1947), Bergsteiger und Kameramann
- Karl Bopp (* 1953), römisch-katholischer Theologe
- Hans J. Briegel (* 1962), theoretischer Physiker
- Matthias Dolderer (* 1970), Kunstflugpilot
- Sandro Cortese (* 1990), Motorradrennfahrer
- Nadine Rolser (* 1990), Fußballspielerin
- Samson Benjamin Wieland (1990–2018), Rapper
- Matthias Miller (* 1991), Politiker (CDU)
- Nicole Rolser (* 1992), Fußballspielerin